# ستار ستوديوز
ستار ستوديوز (بالإنجليزية: Star Studios) والمعروفة سابقًا باسم فوكس ستار ستوديوز (بالإنجليزية: Fox Star Studios) هي شركة إنتاج وتوزيع أفلام هندية. وهي شركة تابعة مملوكة بالكامل لشركة ديزني ستار (عبر ديزني إنترتينمنت)، وهي جزء من قطاع عمليات ديزني الدولية لشركة والت ديزني. ينتج الاستوديو أفلامًا باللغة الهندية والتاميلية والتيلجو والمالايالامية وغيرها من لغات جنوب آسيا من خلال عمليات الاستحواذ والإنتاج المشترك والإنتاج الداخلي للتوزيع في جميع أنحاء العالم.
كانت شركة ستار ستوديوز واحدة من شركات إنتاج الأفلام التابعة لشركة تونتي فرست سينتشوري فوكس وستار الهند التي استحوذت عليها شركة ديزني في 20 مارس 2019. تم اعتماد الاسم الحالي للاستوديو في 27 مايو 2022 لتجنب الخلط مع شركة فوكس.
بدءًا من الإصدار الدولي لفيلم براهما أوشترا (2022)، أصبحت جميع أفلام ستار ستوديوز الآن تُدار دوليًا بواسطة والت ديزني ستوديوز موشن بيكشرز.

## تاريخ
تأسست الاستوديو في مارس 2008 كمشاريع مشتركة بين إستوديوات القرن العشرين ومملكة مشاركة لشركة ستار الهند. في عام 2009، استوديو استحوذ على حقوق فيلم "اسمي خان"، وهو فيلم استوديو أول مرة كموزع.
في عام 2011، دخلت فوكس ستار ستوديوز صناعة الأفلام التاميلية مع إنجايوم إيبوثوم، كشريك مشارك في الإنتاج والتوزيع لشركة إيه آر موروجادوس. في عام 2013، أصدر الاستوديو الفيلم التاميلي راجا راني، والذي فاز بأربع جوائز ولاية تاميل نادو السينمائية. في عام 2015، أبرم الاستوديو صفقة مكونة من 9 أفلام مع شركة دارما للإنتاج كمنتج مشارك وموزع. في عام 2016، تم إصدار فيلم كابور وأولاده باعتباره أول فيلم بموجب هذا الترتيب.  في العام نفسه، فاز الاستوديو بجائزة الفيلم الوطني لأفضل فيلم روائي طويل باللغة الهندية عن إنتاجه الداخلي نيرجا. أصدر الاستوديو أيضًا فيلم إم. إس. دوني: القصة غير المروية، وهو فيلم السيرة الذاتية لقائد فريق الكريكيت الهندي آنذاك ماهيندرا دوني. في عام 2017، أبرم الاستوديو صفقة لإنتاج ثلاثة أفلام مع شركة ناديادوالا غراندسون إنترتينمنت.  في مايو 2018، أبرم الاستوديو صفقة متعددة الأفلام مع شركة كيب أوف غود فيلمز للممثل أكشاي كومار ، وقام بتصوير فيلم ميشن مانجال مع كومار كبطل. في عام 2019، أصدر الاستوديو فيلم تشيتشور الذي شارك في إنتاجه مع ناديادوالا غراندسون إنترتينمنت والذي فاز بجائزة الفيلم الوطني لأفضل فيلم روائي طويل باللغة الهندية 2019.
في أوائل عام 2020، أصدر الاستوديو فيلم تشاباك بطولة ديبيكا بادوكون، والدراما الرياضية بانغا بطولة كانغانا رانوت وفيلم شيكارا للمخرج فيدو فينود تشوبرا، وقد استقبل الجمهور الفيلمين بفتور. أصدر الاستوديو فيلم باغي 3 في بداية جائحة كوفيد-19 وانتهى الفيلم من مسيرته في شباك التذاكر باعتباره ثاني أعلى فيلم هندي من حيث الإيرادات لعام 2020.  في يونيو 2020، قررت شركة ستار، الشركة الأم للاستوديو، إصدار بقية قائمة 2020 مباشرةً على منصة البث الشقيقة هوتستار ضمن مبادرة هوتستار مولتيبلكس. كانت الأفلام التي تم إصدارها على المنصة هي ديل بشارا ولووتكيس وساداك ولاكشمي. في أواخر عام 2020، أشارت العديد من التقارير إلى أن شركة والت ديزني لم تكن ستعطي الضوء الأخضر لأفلام أحدث مع توقف الاستوديو عن عملياته بعد إصدار تاداب وبراهما أوشترا حيث استقال الرئيس التنفيذي للاستوديو فيجاي سينغ.  في ديسمبر 2021، أصدر الاستوديو تاداب. في فبراير 2022، أنهى الاستوديو التكهنات بوقف العمليات بالإعلان عن فيلم بابلي باونسر بطولة تامانا بهاتيا، والذي تم إنتاجه بالاشتراك مع جانغل بيكتشرز.  في مارس 2022، أعلنت الشركة عن إصدار كاون برافين تامبي؟ على ديزني+ هوتستار. بعد فترة وجيزة من بدء الاستوديو في إنتاج فيلم مانوج باجباي النجم جولموهار.  في وقت لاحق من ذلك الشهر، حصل الاستوديو بالاشتراك مع شركة دارما للإنتاج على حقوق إعادة إنتاج الفيلم المالايالامي الناجح هريدايام باللغات الهندية والتاميلية والتيلجو. 
في 27 مايو 2022، تم تغيير اسم استوديوهات فوكس ستار إلى استوديوهات ستار، كجزء من إزالة اسم "فوكس" من الاستوديوهات التي استحوذت عليها شركة ديزني من شركة تونتي فرست سينتشوري فوكس .

## الشعار والضجيج
استند شعار استوديوهات فوكس ستار إلى 1994-2009 شعار فوكس القرن 20 (ظهر الشعار في بندقية سريعة موروغون ونهاية اسمي خان) وتم صنع أسلوب 2009 من قبل البائد الآن بلو سكاي ستوديوز (الذي صنع 2009-2020 شعار فوكس القرن 20)، شعار استوديوهات فوكس ستار 2010-2022 (وإن كان مع نيوز كوربوريشن تمت إزالة الخط الثانوي في عام 2013) لأول مرة في اسمي خان وآخر فيلم يستخدم هو كاون برافين تامبي؟.
في 27 مايو 2022، أفيد أن شركة ديزني بدأت دوليًا في التخلص التدريجي من اسم "فوكس" من العلامة التجارية للاستوديو لأنه لم يعد مرتبطًا بشركة فوكس الحالية، مع إعادة تسمية فوكس ستار ستوديوز على التوالي إلى ستار ستوديوز ببساطة.
يعتمد شعار ستار ستوديوز المطبوع والظاهر على الشاشة الحالي على شعار إستوديوات القرن العشرين وشعار ستار لعام 2021 من مركز ستار التابع لديزني+. ستظل عناصر العلامة التجارية المرتبطة بالإستوديو، بما في ذلك الكشافات، والنصب التذكاري، والأبواق، قيد الاستخدام. أول فيلم يحمل اسم ستار ستوديوز الجديد هو براهما أوشترا. ظهرت طباعة ستار ستوديوز والشعار الأمامي (المشابه لشعار سيريش لايت بيكتشرز المطبوع لعام 2020) لأول مرة في ملصقات الفيلم، بالإضافة إلى مقطع دعائي لفيلم بابلي باونسر. ظهر الشعار على الشاشة لأول مرة في 9 سبتمبر 2022، مع براهما أوشترا: الجزء الأول وظهر لاحقًا في بابلي باونسر وفيلم هوتستار الأصلي باللغة الهندية غولموهار، استنادًا إلى الرسوم المتحركة الخاصة بصورة مطحنة وبلو سكاي.
استنادًا إلى موسيقى إستوديوهات القرت العشرين الأصلية التي ألفها ألفريد نيومان وقام ديفيد نيومان بتعديلها، تحتفظ موسيقى ستار ستوديوز الحالية بتكوين مماثل مع إضافة آلات هندية مثل السيتار والسارود والطمبورة والسهناي والسارانجي والطبلة. 